# GoDai: Elemental Force
GoDai Elemental Force là một game PlayStation 2 do hãng 3DO phát triển và phát hành vào năm 2002.

## Lối chơi
GoDai thuộc thể loại game hành động 3D theo hướng cận chiến. Môi trường của game được hiển thị thông qua các góc quay cố định. Người vào vai một ninja tên là Hiro, lúc khởi đầu tay không tấc sắt nhưng có thể thu thập một loạt các vũ khí châu Á xuyên suốt trò chơi. Chủng loại vũ khí của nhân vật chính gồm có những thanh gươm như kiếm và dao, giáo và rìu; tất cả đều có thể dùng để thi triển đòn tấn công combo. Những loại vũ khí lớn hơn như giáo có tầm đánh xa, cho phép Hiro tấn công đối phương mà không cần lại gần. Hai loại vũ khí mà người chơi đã thu thập trước có thể lấy ra xài vào mỗi màn tiếp theo, xuất hiện nhiều hơn trong suốt màn đó, cho phép Hiro gia tăng số lượng vũ khí mang theo được. Những loại vũ khí tầm xa gồm phi tiêu và bom khói, và một số dạng tấn công phép thuật tầm xa như quả cầu lửa, cũng có thể được sử dụng song song với các loại vũ khí cận chiến.
Ngoài ra Hiro còn sở hữu tuyệt kỹ khinh công bằng ý chí của mình, để làm vậy thì người chơi phải giữ vững bước chuyển động của Hiro khi anh ta đáp xuống đất. Hiệu ứng này giống như những bộ phim wire-fu và chỉ diễn ra khi người chơi đang nhảy trong game, nó cho phép người chơi bỏ qua việc chiến đấu và tận hưởng cuộc phiêu lưu trong thế giới của game. Một số đối thủ có thể sử dụng khả năng này để truy đuổi Hiro tới cùng trời cuối đất. Hiro còn có kỹ năng lăn lộn, một động tác né đòn, đi kèm với hiệu ứng bullet-time giống như trò Max Payne.